# Al-Mu'aiyad
al-Mu'aiyad (arabisch المؤيد, DMG al-Muʾaiyad) war eine  einflussreiche Tageszeitung, die 1889 von dem ägyptischen Journalisten Scheich ʿAlī Yūsuf (1863-1913) gegründet und von ihm herausgegeben wurde. Peri Bearman zufolge dominierte sie die muslimische Presse von 1889 bis 1913.
Die Zeitung diente als Plattform für die Nationalisten und verband sich von 1907 mit der Partei der Verfassungsreform.
Sie stand den Ideen von Muhammad Abduh recht nahe, der in ihr schrieb, sowie Raschid Rida, Qasim Amin, Kawakibi oder Kurd Ali. Sie kritisierte die Infiltration durch zunehmende europäische Lebensgewohnheiten in Ägypten.